# Hannes Hanso
Hannes Hanso (ur. 6 października 1971 w Nõo) – estoński polityk i politolog, poseł do Zgromadzenia Państwowego, od 2015 do 2016 minister obrony, poseł do Parlamentu Europejskiego VIII kadencji (2019).

## Życiorys
W latach 1992–1994 studiował prawo na Uniwersytecie w Tartu, a od 1996 do 1998 język chiński w Syczuanie, gdzie pracował również jako lektor języka angielskiego. W 2005 uzyskał magisterium z politologii na University of London, specjalizując się w polityce azjatyckiej. Był korespondentem estońskiego radia w Wielkiej Brytanii (1998–2005). Po powrocie do kraju pracował jako doradca ministrów obrony i finansów, następnie w przedstawicielstwie Unii Europejskiej w Pekinie, a od 2011 jako ekspert w centrum zajmującym się polityką obronną.
W 2009 dołączył do Partii Socjaldemokratycznej. W latach 2013–2015 pełnił obowiązki burmistrza Kuressaare. W wyborach w 2015 uzyskał z ramienia socjaldemokratów mandat posła do Riigikogu XIII kadencji. 14 września 2015 dołączył do rządu Taaviego Rõivasa, obejmując stanowisko ministra obrony (w miejsce Svena Miksera). Zakończył pełnienie tej funkcji wraz z całym gabinetem 23 listopada 2016. W kwietniu 2019, na kilka miesięcy przed końcem VIII kadencji PE, objął wakujący mandat europosła.